# МУГ/2
МУГ/2 (рос. Мотовоз, Узкоколейный, з двигуном ГАЗ, 2 — кількість осей) ― вузькоколійний мотовоз, виготовлявся з 1933 по 1941 рік, на Калузькому машинобудівному заводі.

## Історія
Серійне виробництво почалося з 1933 року, пізніше цю модель виробляли різні залізничні майстерні.
За весь час виготовлено 264 одиниці цієї техніки, разом зі всіма модифікаціями.

## Опис
Кузов мотовоза виготовлений з дерева, з металевими кутовими стійками. В центрі розміщене місце водія, та двигун. На кінцях кузова розміщено баластні ящики, в які, за потреби збільшити зчіпну вагу, засипається 2 тонни піску, або іншого баласту. Мотовоз оснащений ручним гвинтовим гальмом та електричним сигналом, та освітленням. Зовнішні фари переносні, під'єднуються до однієї з розміщених на торцевих стінках розеток, відносно напрямку руху. Згодом з'являлися версії з різними двигунами, та покращеннями. Це була заміна педалі газу на важіль, і встановлення другої педалі зчеплення, задля зручності регулювання двигуна при русі заднім ходом.

## Технічні характеристики

### Загальні характеристики[3]
- Тип: Вантажний, пасажирський
- Марка: МУГ/2

- Передача: механічна

- Конструкційна швидкість: 31,4 км/год
- Службова маса: 6000 кг (з баластом 8000 кг)
- Ширина: 2441 мм
- Висота: 2690 мм
- Довжина: 5411 мм
- Колія: 750 мм
- Колісна формула: 0-2-0
- Діаметр колес: 600 мм
- Мін. радіус проходження кривих: 25 м

### Силова установка (базова версія)
- Силова установка: ГАЗ-А
- Потужність: 40 к.с.
- Охолодження: водяне
- Запас палива: 100 л (бензин)

- Мастило: 9 л
- Води: 27 л

### Електроніка
- Акумулятор: ЗСТА-VII
  - Напруга: 6 Вт
  - Ємність: 112 А/год
- Сигнал: електричний
- Освітлення: прожектор або декілька фар

## Модифікації
Основною різницею є версії двигунів, за якими їх і розрізняють, та деякі незначні конструктивні відмінності. Всього їх 4:
- З двигуном ГАЗ-А (копія Ford-A) 40 к.с.
- З двигуном ГАЗ-АА 42 к.с.
- З двигуном ГАЗ-М 50 к.с.
- З газогенераторним двигоном ГАЗ-42 29 к.с.